# Ашурнасирпал II
Ашурнасирпал II (или Асурнасирпал II ), краљ Асирије од 884. до 859. п. н. е.
Наследио је оца Тукулти-Нинурта II 884. п. н. е.. Освојио је Месопотамију и територију данашњег Либана, чиме је увећао Асирију. Окрутно се обрачунао са побуном у граду Суру у Бит Халупи. Био је познат по својој бруталности. Користио је поробљене заробљенике да му изграде нову асиријску престоницу Калху (Нимруд) у Месопотамији. Ту је основао град на месту где је стајала рушевина од претходног града. Изградио је бројне палате. Био је промућуран администратор, који је закључио да ће имати већу контролу над царством ако поставља асиријске гувернере, него да зависи од локалних владара и њиховог данка.
Наследио га је син Шалманасар III. Ашурнасирпалова палата је била изграђена и завршена 879. у Нимруду, који је био у данашњем Ираку, северно од Багдада. Зидови палате били су прекривени рељефима од алабастера. Ти рељефи су имали интересантне мотиве, углавном портрете краља и крилатих јунака. Сваки рељеф је имао попратни текст. Текст је био сличан на рељефима, па се зато називао стандардни натпис. Стандардни натпис је записао крвно сродство порекло Ашурнасирпала три генерације унатраг. Осим тога биле су побројане све Ашурнасирпалове победе и описане су границе царства. Ту је написано како је основао Нимруд и саградио палате. Већина тих рељефа је данас изложена у музејима САД и Европе.